# Tuculor
El poble tuculor, tukulor, tocolor, tokolor, toucouleur, tekarir, takarir i també haalpulaar'en, és una ètnia africana que viu al nord del Senegal i sud de Mauritània (i alguns a Mali i Guinea) d'origen peul o fula o fulbe. A Senegal, són el 10% de la població.
Són descendents de l'estat de Takrur. El nom podria voler dir 'tot color' (francès: tout couleur, d'on toucouleur, o bé 'poble de Tekrur'. El poble va tenir el seu moment de glòria sota al-Hadjdj Umar, a la segona meitat del segle xix (1848-1864).

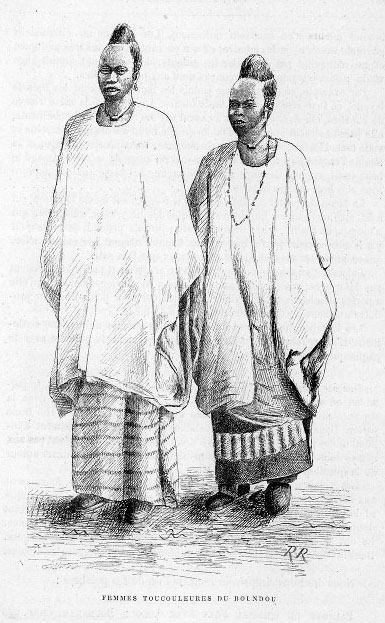
Dones tuculor (gravat del 1890)

Parlen una llengua dialectal fulbe coneguda com a pulaar. S'anomenen a ells mateixos haapulaar'en que vol dir 'els que parlen pulaar'. Quasi tots són musulmans. La societat és sedentària, patriarcal i jerarquizada estrictament, amb 12 castes subdividides en tres classes. Les noies es casen als 13 anys. El matrimoni o dewgal és arranjat pels pares; s'ha de determinar que la noia sigui verge abans de completar la cerimònia. Quan neix un infant, al cap d'una setmana, se li dona nom i la googo (germana del pare) li talla els cabells, mentre el pare diu als marabuts el nom escollit, que després s'anuncia al poble.

## Història
Al Futa Toro, al final del segle xviii, un grup de musulmans es va organitzar contra els atacs que feien els nòmades del nord, que la dinastia fulbe dels deniyanke (que governava el país) no podia aturar. Dirigits per Sulaiman Bal i després per Abdul Qadir Kane, van mobilitzar els camperols i van instal·lar l'anomenat imamat (localment, almamat). Els deniyanke els van anomenar tarodbe ('recollidors d'almoines'), nom que els musulmans van adoptar com a propi i va ser el nom de la nova classe dirigent; eren d'orígens diversos (fulbe, soninke, malinke, wolof, hassaniyya i d'altres). Abdul Qadir Kane fou el primer almami o imam (vers 1770-1807) que va exportar el seu moviment islamista, però va acabar assassinat per una sèrie de gent alarmada per la seva militància islamista. Els seus successors van subsistir fins a la conquesta colonial francesa sense adoptar l'expansionisme d'Abdul Qadir.
Les idees d'Abdul Qadir Kane van restar en un grup de gent; el lloc on més foren adoptades fou la vall mitjana del Senegal, en ple Futa Toro, que van fer de la cultura musulmana el seu senyal d'identitat ètnica. Foren anomenats takulors (per Takrur), nom que després els francesos haurien interpretat com tot color (tout coleur). Un dels personatges que van donar relleu als tucolors fou al-Hadjdj Umar, nascut a l'oest del Futa Toro a final del segle xviii, que va fer una guerra santa contra els malinkes i bambares (avui a l'oest de Mali), que vers 1858/1859 havia reunit un exèrcit de 40.000 persones; el seu fill i successor Ahmad Shekhu va governar fins a l'arribada dels francesos als últims anys del segle. El seu estat fou anomenat Imperi tuculor. Seydu Nuru Tal, net d'al-Hadjdj Umar, va seguir mantenint la identificació de Futa Toro i els tuculor amb la militància islamista durant el govern colonial (1920-1960). La diversificació de les pràctiques islàmiques i les seves reformes i l'expansió de la llengua pular per l'Àfrica occidental, combinats amb l'absència d'una autoritat islàmica central, va atenuar després aquesta característica, però encara subsisteixen associacions militants musulmanes que s'anomenen tuculor.